# Ríkharður Daðason
Pour les articles homonymes, voir Daðason.
Ríkharður Daðason, né le 26 avril 1972 à Reykjavik en Islande, est un footballeur international islandais actif de 1989 à 2005 au poste d'attaquant, avant de devenir entraîneur. 
Il compte 44 sélections pour 14 buts en équipe nationale entre 1991 et 2003. Ríkharður est le petit-fils de celui qui font longtemps le meilleur buteur de la sélection islandaise, Ríkharður Jónsson.

## Biographie

### Équipe nationale
Ríkharður Daðason est convoqué pour la première fois par le sélectionneur national Bo Johansson pour un match amical face à Malte le 7 mai 1991. Il entre à la 46e minute à la place de Grétar Einarsson (victoire 4-1). Le 14 août 1996, il marque son premier but en équipe d'Islande lors d'un match amical face à Malte (victoire 2-1).
Il reçoit sa dernière sélection, contre le Mexique à San Francisco, le 19 novembre 2003, où l'Islande réalise un match nul 0 à 0. 
Il compte 44 sélections et 14 buts avec l'équipe d'Islande entre 1991 et 2003.

## Palmarès

### En club
- Avec le Fram Reykjavik :
  - Champion d'Islande en 1990
  - Vainqueur de la Coupe d'Islande en 1989

### Récompenses
- Meilleur buteur du Championnat d'Islande en 1996 (14 buts)

## Statistiques

### Statistiques en club
| Saison                | Club                  | Championnat           | Championnat | Championnat | Coupe(s) nationale(s) | Coupe(s) nationale(s) | Compétition(s) continentale(s) | Compétition(s) continentale(s) | Compétition(s) continentale(s) | Islande | Islande | Total | Total |
| Saison                | Club                  | Division              | M.          | B.          | M.                    | B.                    | Comp.                          | M.                             | B.                             | M.      | B.      | M.    | B.    |
| 1989                  | Fram Reykjavik        | 1. deild              | 13          | 1           | -                     | -                     | -                              | -                              | -                              | -       | -       | 13    | 1     |
| 1990                  | Fram Reykjavik        | 1. deild              | 17          | 5           | -                     | -                     | C2                             | 4                              | 1                              | -       | -       | 21    | 6     |
| 1991                  | Fram Reykjavik        | 1. deild              | 18          | 4           | -                     | -                     | C1                             | 1                              | 0                              | 2       | 0       | 21    | 4     |
| 1992                  | Fram Reykjavik        | 1. deild              | 12          | 2           | -                     | -                     | -                              | -                              | -                              | -       | -       | 12    | 2     |
| 1993                  | Fram Reykjavik        | 1. deild              | 12          | 4           | -                     | -                     | -                              | -                              | -                              | 1       | 0       | 13    | 4     |
| 1994                  | Fram Reykjavik        | 1. deild              | 16          | 9           | -                     | -                     | -                              | -                              | -                              | -       | -       | 16    | 9     |
| 1995                  | Fram Reykjavik        | 1. deild              | 13          | 5           | -                     | -                     | -                              | -                              | -                              | -       | -       | 13    | 5     |
| 1996                  | KR Reykjavik          | 1. deild              | 18          | 14          | -                     | -                     | C2                             | 2                              | 0                              | 4       | 1       | 24    | 15    |
| 1996 - 1997           | PAE Kalamata          | Alpha Ethniki         | 10          | 1           | -                     | -                     | -                              | -                              | -                              | 3       | 0       | 13    | 1     |
| 1997                  | KR Reykjavik          | Úrvalsdeild           | 16          | 7           | -                     | -                     | -                              | -                              | -                              | 3       | 0       | 19    | 7     |
| 1998                  | Viking Stavanger      | Tippeligaen           | 25          | 15          | -                     | -                     | -                              | -                              | -                              | 7       | 3       | 32    | 18    |
| 1999                  | Viking Stavanger      | Tippeligaen           | 21          | 17          | -                     | -                     | C3                             | 4                              | 1                              | 8       | 2       | 33    | 20    |
| 2000                  | Viking Stavanger      | Tippeligaen           | 23          | 15          | -                     | -                     | -                              | -                              | -                              | 7       | 4       | 30    | 19    |
| 2000 - 2001           | Stoke City            | Division Two          | 28          | 6           | 7                     | 2                     | -                              | -                              | -                              | 5       | 2       | 40    | 10    |
| 2001 - 2002           | Stoke City            | Division Two          | 11          | 4           | 3                     | 0                     | -                              | -                              | -                              | -       | -       | 14    | 4     |
| 2002                  | Lillestrøm            | Tippeligaen           | 7           | 4           | -                     | -                     | C1                             | 2                              | 0                              | 2       | 2       | 11    | 6     |
| 2003                  | Fredrikstad           | Adeccoligaen          | 9           | 4           | -                     | -                     | -                              | -                              | -                              | 2       | 0       | 11    | 4     |
| 2003                  | Lillestrøm            | Tippeligaen           | 5           | 0           | -                     | -                     | -                              | -                              | -                              | -       | -       | 5     | 0     |
| 2004                  | Fram Reykjavik        | Úrvalsdeild           | 14          | 7           | -                     | -                     | -                              | -                              | -                              | -       | -       | 14    | 7     |
| 2005                  | Fram Reykjavik        | Úrvalsdeild           | 14          | 3           | -                     | -                     | -                              | -                              | -                              | -       | -       | 14    | 3     |
| Total sur la carrière | Total sur la carrière | Total sur la carrière | 302         | 127         | 10                    | 2                     | -                              | 13                             | 2                              | 44      | 14      | 369   | 145   |

### Buts en sélection
Le tableau suivant liste tous les buts inscrits par Ríkharður Daðason avec l'équipe d'Islande.